# Podmolí - strouha
Podmolí - strouha este o arie protejată (arie specială de conservare — SAC, sit de importanță comunitară — SCI) din Republica Cehă întinsă pe o suprafață de 5,1 ha, integral pe uscat.

## Localizare
Centrul sitului Podmolí - strouha este situat la coordonatele 48°50′49″N 15°56′44″E / 48.846944°N 15.945556°E.

## Înființare
Situl Podmolí - strouha a fost declarat sit de importanță comunitară în aprilie 2005 pentru a proteja 1 specie de animale. Situl a fost protejat și ca arie specială de conservare în iulie 2012.

## Biodiversitate
Situată în ecoregiunea continentală, aria protejată nu include niciun habitat protejat.
La baza desemnării sitului se află o specie protejată de  amfibieni: Triturus carnifex.